# Gare d'Haapamäki
La gare d'Haapamäki (en finnois : Tampereen rautatieasema  est une gare du réseau  ferroviaire de Finlande. Elle est située à Haapamäki en Finlande.

## Histoire
La Gare ferroviaire d'Haapamäki est construite en 1880–1882.  Quand le trafic débute en 1882 la gare est proche d'un village de quelques dizaines de maisons.
En 2008, la gare a accueilli  17 000 voyageurs.